# مردی روی لبه
مردی روی لبه (به انگلیسی: Man on a Ledge) فیلمی در ژانر هیجانی محصول سال ۲۰۱۲ در آمریکا است. در این فیلم سم ورتینگتون، الیزابت بنکس، جیمی بل و اد هریس به ایفای نقش پرداختند. فیلم‌برداری مردی روی لبه در شهر نیویورک انجام شد.